# Stazione di Francoforte sul Meno Aeroporto Lunga Percorrenza
La Francoforte sul Meno Aeroporto Lunga Percorrenza (in tedesco Frankfurt am Main Flughafen Fernbahnhof) è una stazione ferroviaria a Francoforte, in Assia che collega l'aeroporto di Francoforte sul Meno ai treni, la maggior parte di loro servizi di InterCityExpress che seguono la linea ad alta velocità Colonia-Francoforte.
Ogni giorno arrivano 210 treni, di cui 185 sono InterCity Express detti ICE. Ogni giorno vi transitano 23.000 viaggiatori ed è la più grande fermata ferroviaria per aeroporti di ICE e InterCity. I lavori sono iniziati nel dicembre 1995 e sono terminati nel novembre 1998. Dopo una settimana di prova fu festeggiata l'apertura il 27 maggio 1999. Il primo treno che arrivò nella nuova stazione era l'InterCity 537 "Moritzburg" alle 5.37 del 30 maggio 1999.